# Вилијамсбург (Пенсилванија)
Вилијамсбург (енгл. Williamsburg) град је у америчкој савезној држави Пенсилванија.

## Демографија
По попису из 2010. године број становника је 1.254, што је 91 (-6,8%) становника мање него 2000. године.
| Група             | 2000.         | 2010.         |
| Белци             | 1.327 (98,7%) | 1.226 (97,8%) |
| Афроамериканци    | 1 (0,1%)      | 7 (0,6%)      |
| Азијати           | 2 (0,1%)      | 2 (0,2%)      |
| Хиспаноамериканци | 4 (0,3%)      | 13 (1,0%)     |
| Укупно            | 1.345         | 1.254         |